# Mengzhou
A Mengzhou (chinês simplificado: 梦舟, pinyin: mèng zhōu), é uma nave espacial reutilizável desenvolvida e produzida pela Corporação de Ciência e Tecnologia Aeroespacial da China. O protótipo fez um voo experimental não tripulado no dia 5 de maio de 2020.
A nave foi projetada para transportar astronautas para a Estação Espacial Tiangong, além de conduzir a exploração lunar em conjunto com o futuro módulo de pouso lunar da China até o final desta década. Espera-se que tenha capacidade de voo tripulado por volta de 2025-2026.
No Festival das Lanternas Chinesas (24 de fevereiro de 2024), um feriado tradicional que celebra a reunião familiar e o culto aos ancestrais, a China revelou os nomes oficiais de seus novos veículos para suas futuras missões de exploração lunar tripulada. A espaçonave tripulada é chamada de Mengzhou (chinês: 梦舟; pinyin: mèng zhōu), que significa "Embarcação dos Sonhos", indicando o papel da espaçonave na realização do sonho de pousar na Lua e explorar novas fronteiras no espaço. O módulo de pouso lunar foi batizado de "Lanyue" (chinês: 揽月; pinyin: lǎn yuè), que significa "Abraçando a Lua", representando a aspiração e a visão da China de explorar a fronteira lunar e estabelecer uma presença permanente lá.

## Visão geral
Esperando substituir a Shenzhou, o veículo é maior e capaz de voar até a Lua. Consiste de dois módulos: um módulo tripulado que retorna à Terra e um de serviço descartável para propulsão, energia e suporte vital para a seção tripulada. É capaz de carregar seis taikonautas, ou três e 500kg de cargo. O novo módulo tripulado é parcialmente reutilizável, enquanto a nave no geral tem um design modular que permite três tipos diferentes de missões. Com seu módulo de propulsão e energia, a nave tem cerca 8,8 metros. Pesa cerca de 21,600kg completamente carregada com equipamentos e propelente, de acordo com China Manned Space Engineering Office. Esperam-se voos lunares na década de 2030.

## Voo
O voo experimental do Longa Marcha 5B consistiu de duas cargas, a primária sendo a Próxima Geração de Nave Espacial Tripulada da China, acompanhada da Cápsula Experimental Flexível e Inflável para Reentrada. As duas cargas foram lançadas de forma bem sucedida pelo primeiro foguete Longa Marcha 5B no Centro de Lançamento Espacial de Wenchang no dia 5 de maio de 2020 as 10:00 UTC. O teste inclui a avaliação da aviônica, performance em órbita, nova proteção térmica, soltura de paraquedas e um airbag para pouso e recuperação. O voo experimental de curta duração concluiu com reentrada e pouso no nordeste remoto da China no dia 8 de maio de 2020.
O teste da carga secundparia incluiu a avaliação do escudo térmico inflexível para pouco de carga. O veículo realizou a reentrada no dia 6 de maio de 2020, após experimentar a sua performance em órbita, enquanto a nave primária realizou sua reentrada no dia 8 de maio de 2020.
No dia 6 de maio de 2020, a nave de retorno de carga sofreu um problema durante sua reentrada. De acordo com China Manned Space Engineering Office, a nave sofreu uma anomalia durante reentrada e foi realizada uma investigação com os dados recolhidos.
A nave primária continuou aumentando a sua órbita antes do seu pouso no dia 8 de maio de 2020. No dia 8 de maio, a nave primária retornou de forma bem sucedida em Dongfeng, na Região Autônoma de Mongólia Interior as 05:49 UTC, de acordo com a Agência Espacial Chinesa. Antes do pouso, a nave não tripulada realizou sete manobras para aumentar a órbita, onde alcançou um apogeu final de 8,000 km. O teste finalizou sua de-órbita as 05:21 UTC, seguido pela separação dos módulos de tripulação e serviço as 05:33 UTC. Depois de reentrar na atmosfera, o módulo liberou três paraquedas (enquanto a Shenzhou tem apenas um), com airbags sendo liberados para amortecer o pouso. De acordo com CASC, a velocidade de reentrada foi maior que 9 quilômetros por segundo.